# Jean-Marc Gounon
Jean-Marc Gounon (Aubenas, 1 de junio de 1963) es un piloto francés de automovilismo. En 1989 ganó la Fórmula 3 Francesa. Participó en la Fórmula 1 en 1993 y 1994, partió en un total de nueve Grandes Premios sin conseguir puntos.

## Fórmula 1
Intento debutar en el equipo March a comienzos de 1993 pero el equipo se disolvió antes del comienzo de temporada. Iba a ser compañero de equipo del neerlandés Jan Lammers.

### Minardi
Participó en dos carreras en Minardi en lugar del lesionado Christian Fittipaldi. Su última participación en el equipo italiano fue el Gran Premio de Australia de 1993.

### Simtek
Al año siguiente, Gounon remplazó a Andrea Montermini en Simtek durante siete carreras, dándole con un noveno puesto el mejor resultado en la historia del equipo, pero finalmente fue reemplazado por Domenico Schiattarella.

## Le Mans
Gounon participó en más de 10 ediciones de las 24 Horas de Le Mans y su mejor resultado fue en la edición de 1997. Ese condujo un McLaren F1 GTR (clase LMGT1) del equipo GTC junto a Pierre-Henri Raphanel y Anders Olofsson, finalizando segundos a una vuelta del Porsche WSC-95 (clase LMP) ganador.
En 2008 participó por última vez en esta carrera de resistencia con el equipo español Epsilon Euskadi.

## Resultados

### Fórmula 1
(Clave) (negrita indica pole position) (cursiva indica vuelta rápida)

| Año     | Escudería       | 1   | 2   | 3   | 4   | 5   | 6   | 7     | 8      | 9       | 10      | 11     | 12      | 13     | 14  | 15      | 16      | Pos. | Puntos |
| ------- | --------------- | --- | --- | --- | --- | --- | --- | ----- | ------ | ------- | ------- | ------ | ------- | ------ | --- | ------- | ------- | ---- | ------ |
| 1993    | Minardi Team    | RSA | BRA | EUR | SMR | ESP | MON | CAN   | FRA    | GBR     | GER     | HUN    | BEL     | ITA    | POR | JPN Ret | AUS Ret | NC   | 0      |
| 1994    | MTV Simtek Ford | BRA | PAC | SMR | MON | ESP | CAN | FRA 9 | GBR 16 | GER Ret | HUN Ret | BEL 11 | ITA Ret | POR 15 | EUR | JPN     | AUS     | NC   | 0      |
| Fuente: |                 |     |     |     |     |     |     |       |        |         |         |        |         |        |     |         |         |      |        |